# Бюльбюль індокитайський
Бюльбю́ль індокитайський (Pycnonotus aurigaster) — вид горобцеподібних птахів родини бюльбюлевих (Pycnonotidae). Мешкає в Південно-Східній Азії.

## Опис

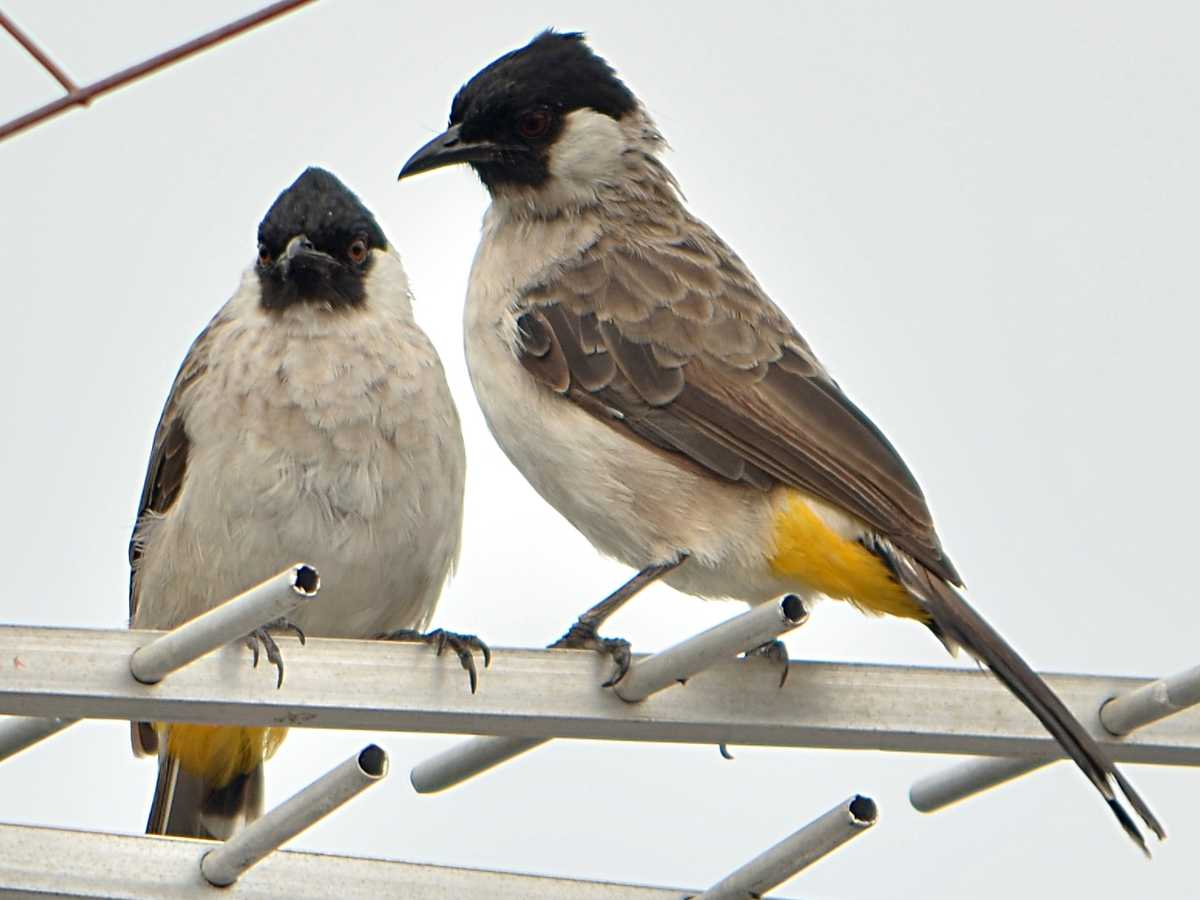
Пара індокитайських бюльбюлів

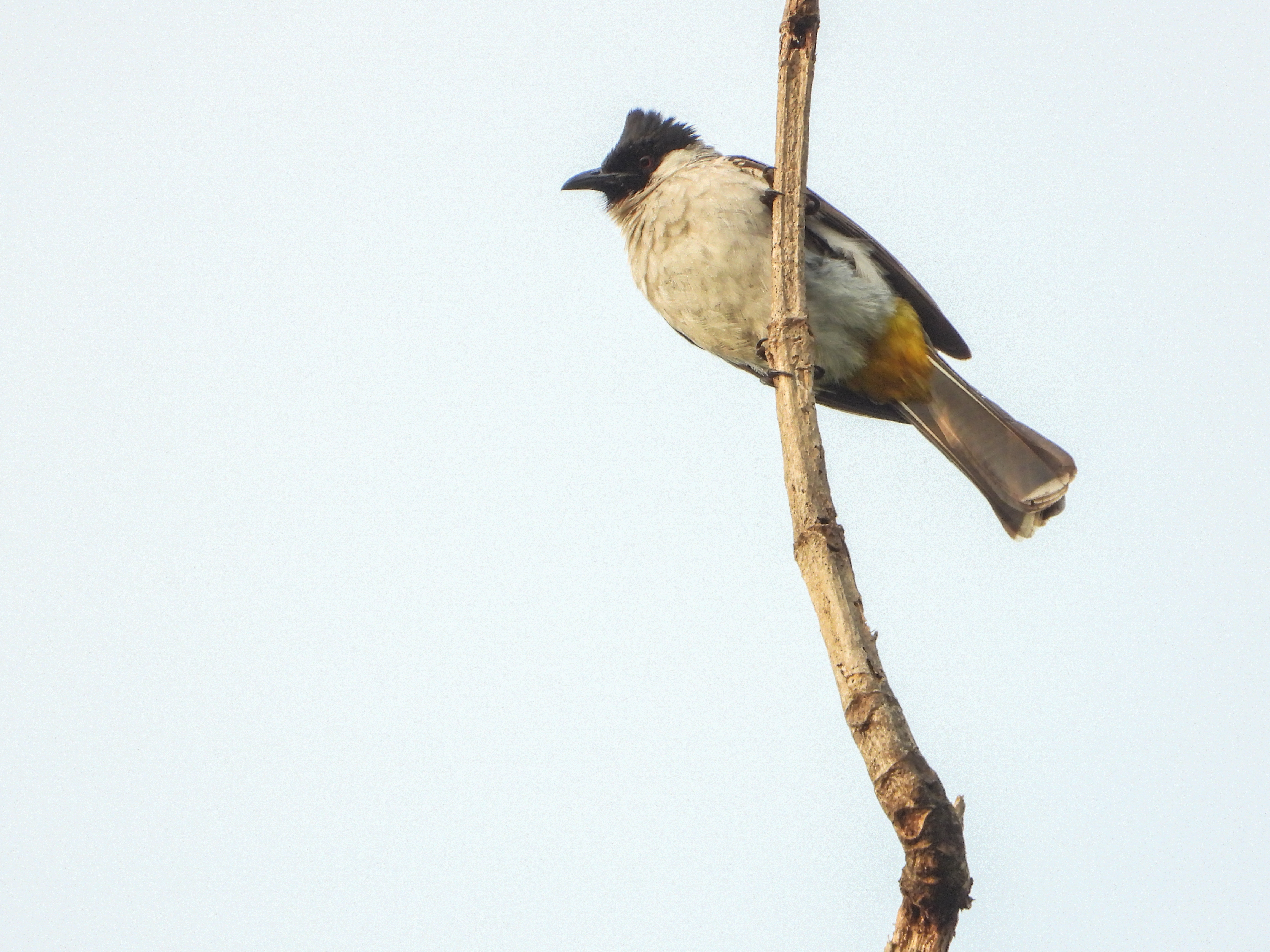
Індокитайський бюльбюль

Довжина птаха становить 19-21 см, вага 40–50 г. Верхня частина тіла коричнева, нижня частина тіла і боки білуваті, голова чорнувата, гузка яскраво-жовта.

## Підвиди
Виділяють дев'ять підвидів:
- P. a. chrysorrhoides (Lafresnaye, 1845) — південно-східний Китай (Фуцзянь, схід Гуандуну і Гонконг);
- P. a. resurrectus Deignan, 1952 — південний Китай (Гуандун) і північно-східний В'єтнам;
- P. a. dolichurus Deignan, 1949 — центральний В'єтнам (Куангчі і Тхиатхьєн-Хюе);
- P. a. latouchei Deignan, 1949 — від східної М'янми до південного Китаю і північного Індокитаю;
- P. a. klossi (Gyldenstolpe, 1920) — південно-східна М'янма і північний Таїланд;
- P. a. schauenseei Delacour, 1943 — південна М'янма і південно-західний Таїланд;
- P. a. thais (Kloss, 1924) — центральний і південний Таїланд, центральний Лаос;
- P. a. germani (Oustalet, 1878) — південно-східний Таїланд і південний Індокитай;
- P. a. aurigaster (Vieillot, 1818) — Ява і Балі.

## Поширення і екологія
Індокитайські бюльбюлі живуть у вологих рівнинних тропічних лісах, рідколіссях і чагарникових заростях, на полях і плантаціях, в парках і садах. Живляться плодами і комахами. На півдні Китаю сероз розмноження триває з березня по липень. В кладці 3-4 яйця.